# Gustave Camus
Pour les articles homonymes, voir Camus.
Gustave Camus, né le 4 avril 1914 à Châtelet et mort le 9 juin 1984 à Mons, est un peintre expressionniste belge.

## Biographie

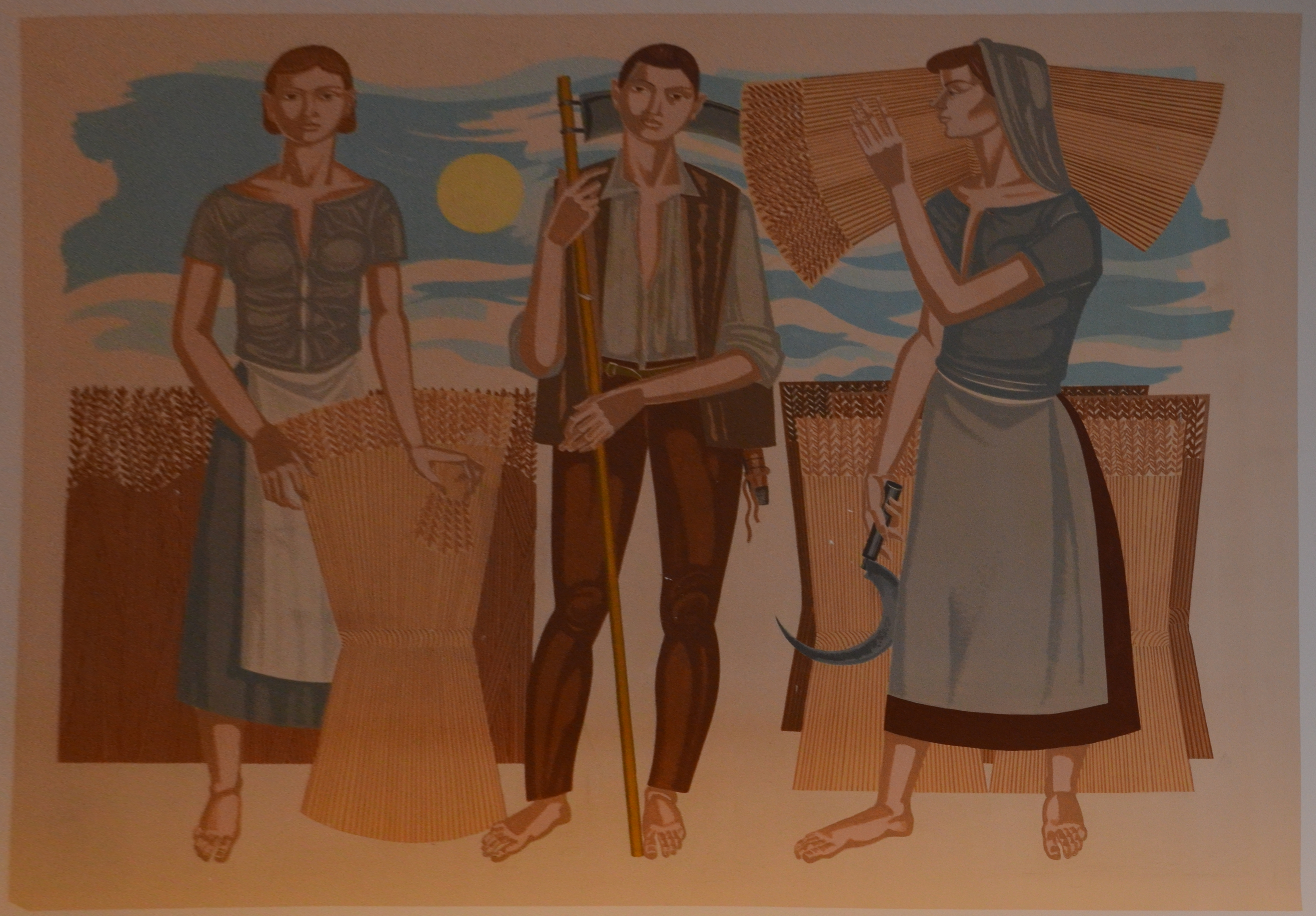
Peinture murale dans l'ancienne brasserie du palais des beaux-arts de Charleroi (1957)

Ses ancêtres paternels Camus sont originaires de Chiny où ils étaient forgerons. Son grand-père, Henri Camus, né en 1847, quitta Chiny pour s'établir à Châtelet où il devint puddleur. Son père, Hector Camus, né en 1877, ouvrier d'usine à Châtelet, y épousa Marie-Thérèse Renard, et ils eurent cinq enfants dont Gustave était le benjamin.
Gustave Camus s'est marié deux fois. Il perdit, en 1936 après quelques mois de mariage, sa première épouse Jeanne Chavepeyer, sœur des peintres Hector et Albert Chavepeyer et du photographe Emile Chavepeyer . Il se remaria en 1950 à Olivia Brosteaux. Il n'eut pas de descendance. Il fut anobli avec le titre de baron le 14 mai 1984.
À 14 ans, il est apprenti peintre en bâtiment mais cesse cette activité dès que son art peut le faire vivre, soit à partir de 1939. Il fréquente les cours de dessin du sculpteur Eugène Paulus à l'École industrielle de Charleroi (1930-1934), et de Léon Van den Houten à l'Université du Travail (1932-1937). Il fonde avec Georges Wasterlain le groupe L'Art vivant au pays de Charleroi (1933). En 1945, il reçoit le prix du Hainaut. destiné à encourager les artistes originaires de cette province. Après la guerre, la critique confirme son talent et il enseigne la peinture et le dessin à l'Académie royale des Beaux-Arts de Mons (1951-1976), dont il sera le directeur de 1961 à 1966, puis de 1975 à 1976). L'on compte parmi ses élèves Daniel Pelletti et Jacqueline Brison.
Sa première période relève de l'impressionnisme (1930-1946), même s'il est plus proche du fauvisme que de Monet.
C'est à la suite d'un voyage en Bretagne qu'il inaugure sa deuxième période qui marquera plus profondément son œuvre (1946-1950) . Il y a toute une recherche qui le ramène à la Wallonie (1950) : les terrils et les châssis à molettes entrent dans sa peinture qui devient plus graphique. Il vise à diffuser l'art wallon dont il est un des ardents défenseurs. Il participe s'engage dans deux groupes d'artistes Hainaut cinq qui se propose d'« Offrir à nos yeux l’image de la beauté que la terre wallonne peut inspirer » (1964) et Octo (1979).

## Hommages et distinctions
En 1950, le prix de la jeune peinture belge et, en 1956, le prix Auguste Oleffe lui sont décernés.
À Châtelet, on trouve l'Académie de Dessin et des Arts Décoratifs Gustave Camus et, depuis 1991, la « Rue Gustave Camus ».
Depuis 1990, le Prix Gustave Camus est décerné par l'Académie royale de Belgique.